# 14054 Dušek
14054 Dušek eller 1996 AR är en asteroid i huvudbältet som upptäcktes den 12 januari 1996 av de båda tjeckiska astronomerna Miloš Tichý och Zdeněk Moravec vid Kleť-observatoriet. Den är uppkallad efter astronomen Jiří Dušek.
Asteroiden har en diameter på ungefär 5 kilometer.